# Jim Ricca
(en) Statistiques sur pro-football-reference
Jim Ricca, né le 8 octobre 1927 à Brooklyn (New York) et décédé le 11 février 2007 à Fairfax (Virginie), était un joueur de football américain de la NFL.

## Biographie
Après une carrière universitaire à Georgetown University, Jim Ricca rejoint le NFL en 1951. Il y joue 60 matches (dont 47 pour les Redskins) en six saisons. Il porta le numéro 55 à Washington, puis arbora le 75 à Détroit et le 71 à Philadelphie.